# Ex Corde Ecclesiae
La constitución apostólica Ex Corde Ecclesiae (Desde el corazón de la iglesia), promulgada por el papa Juan Pablo II el 15 de agosto de 1990, es el texto legislativo que regula diversos asuntos relativos a colegios y universidades católicas.

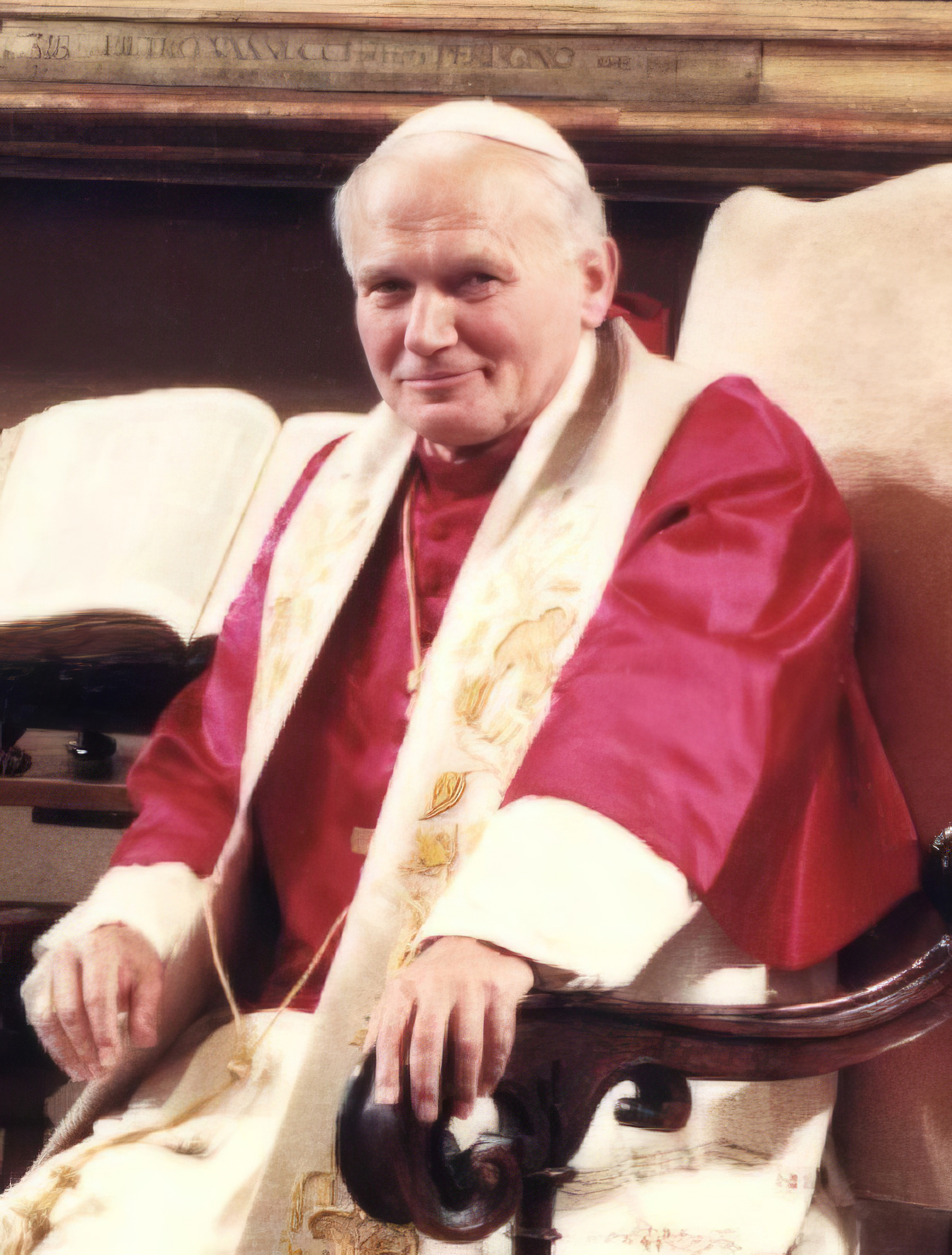
Papa Juan Pablo II, Autor de la Encíclica.

Se propuso que entrara en vigor en el año académico de 1991, con el objetivo de definir y refinar el catolicismo de las instituciones católicas de educación superior. Según sus disposiciones, las nuevas instituciones que afirmaran ser católicas podrían requerir afirmación "desde la Santa Sede, por una Conferencia Episcopal u otra asamblea de la jerarquía católica, o por un obispo de una diócesis". En otras palabras, debían obtener la aprobación de la Santa Sede, de una Conferencia Episcopal, de otra asamblea de la jerarquía católica o de un obispo diocesano para autenticar su identidad católica.
Además, la constitución hace referencia al canon 810 del Código de Derecho Canónico de 1983, que instruye a las instituciones educativas católicas a respetar las normas establecidas por los obispos locales. "Ex corde Ecclesiae" subraya la autoridad de los obispos y destaca que la ley canónica (canon 812) requiere que todos los profesores de teología en colegios y universidades católicas tengan el mandato de la autoridad eclesiástica local, que suele ser el obispo local.
Esta constitución apostólica fue considerada como una respuesta a la Declaración de Land O'Lakes, un documento de posición adoptado en 1967 por participantes de un seminario patrocinado por la Universidad de Notre Dame sobre el papel de las universidades católicas."